# Alfred Hauptman
Alfred Hauptman (ur. 21 lutego 1909 w Łodzi, zm. 1985) – polski duchowny luterański, senior diecezji katowickiej Kościoła Ewangelicko-Augsburskiego w PRL.

## Życiorys
Został ordynowany na duchownego 16 października 1932. Przed wybuchem II wojny światowej był wikariuszem parafii w Łodzi. W pierwszych miesiącach okupacji niemieckiej, został aresztowany przez gestapo i deportowany najpierw do niemieckiego-nazistowskiego obozu koncentracyjnego Sachsenhausen. Następnie w grudniu 1940 trafił do KL Dachau, gdzie też zastało go wyzwolenie w 1945. W latach 1952–1983 był proboszczem parafii Ewangelicko-Augsburskiej w Zabrzu oraz w latach 1945–1981 seniorem diecezji katowickiej Kościoła Ewangelicko-Augsburskiego w PRL. Jego synem był ks. Andrzej Hauptman.
Od lutego 1954 przez 31 lat tajny współpracownik Służby Bezpieczeństwa zarejestrowany jako TW „Polański”.